# Omorgus indigenus
Omorgus indigenus är en skalbaggsart som beskrevs av Clarke H. Scholtz 1990. Omorgus indigenus ingår i släktet Omorgus och familjen knotbaggar. Inga underarter finns listade i Catalogue of Life.